# Metarbela haberlandorum
Metarbela haberlandorum is een vlinder uit de familie van de Metarbelidae. De wetenschappelijke naam van deze soort is voor het eerst gepubliceerd in 1997 door Ingo Lehmann.
Deze soort komt voor in Kenia.